# Vipera
Rắn lục (Danh pháp khoa học: Vipera) là một chi rắn độc thuộc họ Rắn lục (Viperidae). Chúng còn được gọi là rắn Viper (rắn Vai-pơ), ở một số nước tên thường gọi là rắn lục thường, rắn vảy sừng do các loài rắn thuộc chi vipera (có sừng) phân bố rộng rãi ở nhiều nước.

## Phân bố
Chúng được tìm thấy trên khắp thế giới, trừ một số khu vực như Nam Cực, Úc, Ireland, Madagascar, Hawaii, những hòn đảo biệt lập và ở trên vòng Bắc Cực. Ở Israel loài rắn này có đặc trưng là có mào thường sống trong các cồn cát ở sa mạc Negev, người ta thường thấy chúng ẩn mình trong cát vào buổi sáng sớm. Ở Sierra Leone loài rắn này sinh sôi nhiều đến mức có thể bao vây và tấn công cả trụ sở cảnh sát.

## Đặc điểm
Đây là một loài rắn có chiều dài cơ thể tương đối dài, màu sắc vảy khá rực rỡ, hình thù kỳ dị và đặc biệt là có nọc độc rất mạnh, răng nanh của chúng cho phép thâm nhập sâu và tiêm nọc độc vào cơ thể con mồi hoặc những động vật nó cắn.

## Các loài
- Vipera altaica
- Vipera ammodytes
- Vipera aspis
- Vipera barani
- Vipera berus
- Vipera darevskii
- Vipera dinniki
- Vipera eriwanensis
- Vipera haemachates
- Vipera hindii
- Vipera kaznakovi
- Vipera latastei
- Vipera lotievi
- Vipera magnifica
- Vipera monticola
- Vipera nikolskii
- Vipera olguni
- Vipera orlovi
- Vipera palaestinae
- Vipera pontica
- Vipera russelii
- Vipera renardi
- Vipera sachalinensis
- Vipera seoanei
- Vipera superciliaris
- Vipera transcaucasiana
- Vipera ursinii

## Loài mới
Ngoài những loài rắn Viper quen thuộc có nhiều phát hiện ra các giống rắn Viper mới, tại vùng từng rậm của nước Tanzania thuộc châu Phi, có phát hiện loài rắn Viper với cơ thể dài chừng 60 cm và hơi nặng nề, khi loài này bò thì thân thể phát lộ hai màu vàng đen xen kẽ rất lạ. Rắn có cặp mắt màu ô liu, trong khi những chiếc vảy trên đầu lại dựng lên như sừng. loài rắn được mệnh danh là Mathida độc sừng.
Ở Quảng Châu (Trung Quốc) cũng đã phát hiện một loài rắn Viper mới có kích thước rất nhỏ, được đặt tên Protobothrops maolanensis. Loài rắn này sống trong các khu rừng thuộc khu Bảo tồn thiên nhiên quốc gia Mao lan, tỉnh Quý Châu, Trung Quốc. Chúng có kích thước khá nhỏ, với chiều dài tối đa khi trưởng thành khoảng 70 cm, nhưng có thể phóng độc tố rất độc. Đây là loài rắn nhỏ nhất được phát hiện ở Trung Quốc cho tới nay, loài rắn này có kích thước cơ thể nhỏ đến nổi có thể bị cóc ăn thịt.